# Saturation III
Saturation III (estilizado como SATURATION III) é o terceiro álbum de estúdio da boy band norte-americana Brockhampton, lançado em 15 de Dezembro de 2017. A produção é predominantemente manejada por Romil Hemnani, junto da duo Q3, como nos últimos dois álbuns. O álbum conclui a trilogia Saturation, que conta com Saturation  e Saturation II. Foi referido pela banda como seu "último álbum de estúdio", porém, a afirmação logo foi desmentida pelo anúncio oficial do quarto álbum de estúdio do grupo, Team Effort, um dia antes do lançamento de Saturation III.

## História
Para promover Saturation II, Brockhampton lançou, durante Agosto, uma faixa do álbum por semana como single, seguido de um videoclipe para a respectiva faixa. A noite em que "Sweet", o último single de Saturation II, foi lançado, o videoclipe de "Follow" foi postado logo em seguida, junto do anúncio que Saturation III seria lançado antes do fim de 2017. Mais tarde foi anunciado que "Follow" não estaria incluída em Saturation III, e sim, em uma compilação de demos não lançadas em um futuro box set da Trilogia Saturation.
Em Outubro, foi revelado que Saturation III estava para ser lançado em Dezembro. Em 1 de Dezembro, a data de lançamento do álbum foi anunciada, junto com a afirmação de que este seria o último álbum do grupo. Essa afirmação logo foi confirmada como falsa, já que um dia antes do lançamento de Saturation III, Team Effort, o quarto álbum do grupo, foi anunciado. Em 6 de Dezembro, a lista de faixas e a capa do álbum foram reveladas. Mantendo-se em ordem com os Saturation anteriores, a capa contém o vocalista Ameer Vann, porém, capas alternativas contendo integrantes diferentes foram reveladas, uma por dia.

## Singles
Em 12 de Dezembro de 2017, a primeira faixa do álbum, "Boogie", foi lançada como single, mais tarde recebendo um videoclipe. A faixa "Stains" foi revelada na estação Beats1 da Apple Music em 14 de Dezembro de 2017. Ambas as faixas foram produzidas por Romil Hemnani e Jabari Manwa.

## Recepção crítica
| Críticas profissionais | Críticas profissionais |
| Pontuações agregadas   | Pontuações agregadas   |
| Fonte                  | Avaliação              |
| ---------------------- | ---------------------- |
| Metacritic             | 82/100                 |
| Avaliações da crítica  |                        |
| Fonte                  | Avaliação              |
| Pitchfork              | 7.5/10                 |
| GIGsoup                | 84%                    |
| The 405                | [ 14 ]                 |
| Northern Transmissions | [ 15 ]                 |
| HotNewHipHop           | 75%                    |
| Clash                  | 9/10                   |
| HipHopDX               | [ 18 ]                 |

O álbum foi muito bem recebido pela crítica, com muitos citando este sendo o melhor álbum da trilogia Saturation. Donna-Claire Chesman, da DJBooth, escreveu "Se Saturation fosse um roteiro, Saturation III seria o filme arrasa-quarteirão de verão. O álbum é mais livre, com cada membro assumindo sua identidade, e a boy band como um todo se sente tão confiante quanto, bem, uma boy band".
Timothy Michalik, da The 405, diz "Em seu melhor momento, essa enxurrada de álbuns Saturation se tornaram um dos melhores momentos musicais de 2017. Muito bem feito e preparado para explodir, Kevin Abstract e Co. simplesmente se ultrapassaram. É o grandioso ultimato para um grupo que ficou mais tempo ocupado dentro de um estúdio do que muitos artistas ficam em toda sua carreira".
Sheldon Pearce, da Pitchfork, deu a maior nota para um álbum da trilogia na Pitchfork, e concluiu com "Até o momento, eles têm lutado bastante para traduzirem sua ideologia em uma obra de arte mas em Saturation III, o objetivo do grupo começa a entrar em foco. Eles ainda pintam com traços largos e suas músicas às vezes têm problemas em relação à continuidade, mas eles estão se movendo como uma unidade, agora, e a confiança entre os membros está mais clara."

### Listas de fim de ano
| Publicação       | Lista                                             | Posição | Ref.   |
| ---------------- | ------------------------------------------------- | ------- | ------ |
| BrooklynVegan    | Top 50 Melhores Álbuns de 2017 pela BrooklynVegan | 12      | [ 20 ] |
| The Needle Drop  | Top 50 Melhores Álbuns de 2017                    | 2       | [ 21 ] |
| Pigeons & Planes | Melhores Álbuns de 2017                           | 4       | [ 22 ] |

## Lista de faixas
Créditos adaptados do website oficial do grupo.
| Saturation III |                 |                                                                                    |                                |         |  |
| N.º            | Título          | Compositor(es)                                                                     | Produtor(es)                   | Duração |  |
| 1.             | "Boogie"        | Ian Simpson Ameer Vann Matt Champion Russell Boring William Wood Dominique Simpson | Romil Hemnani Jabari Manwa [b] | 3:13    |  |
| 2.             | "Zipper"        | Boring D. Simpson I. Simpson Champion Wood                                         | Manwa Hemnani [a]              | 3:22    |  |
| 3.             | "Johnny"        | I. Simpson D. Simpson Vann Champion Boring                                         | Hemnani Manwa [b]              | 4:11    |  |
| 4.             | "Liquid"        | Vann D. Simpson I. Simpson Wood Champion                                           | Manwa                          | 1:22    |  |
| 5.             | "Cinema 1"      | I. Simpson Robert Ontenient                                                        | Hemnani                        | 0:45    |  |
| 6.             | "Stupid"        | Wood Vann Champion I. Simpson D. Simpson                                           | Hemnani Q3 (Manwa Kiko Merley) | 3:36    |  |
| 7.             | "Bleach"        | I. Simpson Champion Wood Vann D. Simpson Boring Ryan Beatty Ciarán McDonald        | Hemnani Manwa                  | 4:33    |  |
| 8.             | "Alaska"        | Vann I. Simpson Boring Champion                                                    | Hemnani bearface [b]           | 3:19    |  |
| 9.             | "Hottie"        | I. Simpson D. Simpson Boring Wood Champion                                         | Manwa                          | 3:17    |  |
| 10.            | "Cinema 2"      | I. Simpson Ontenient                                                               | Hemnani                        | 0:38    |  |
| 11.            | "Sister/Nation" | -                                                                                  | Hemnani                        | 6:04    |  |
| 12.            | "Rental"        | I. Simpson D. Simpson Champion                                                     | Hemnani Q3                     | 3:33    |  |
| 13.            | "Stains"        | Vann Toilet Champion D. Simpson Boring                                             | Hemnani Manwa                  | 3:00    |  |
| 14.            | "Cinema 3"      | I. Simpson Ontenient                                                               | Hemnani                        | 0:51    |  |
| 15.            | "Team"          | McDonald I. Simpson Vann D. Simpson Champion                                       | bearface Hemnani [b] JOBA [b]  | 4:33    |  |
| Duração total: | Duração total:  | Duração total:                                                                     | Duração total:                 | 46:17   |  |

Notas
- ↑[a]  significa co-produtor.
- ↑[b]  significa produtor adicional.
- Todas as faixas são estilizadas em letras maiúsculas. Por exemplo, "Boogie" é estilizado como "BOOGIE"

## Integrantes

### Brockhampton
- Kevin Abstract – vocais (faixas 1-12, 14, 15), produtor executivo, direção criativa
- Ameer Vann – vocais (faixas 1, 3, 4, 6-8, 11, 13, 15)
- Merlyn Wood – vocais (faixas 1, 2, 4, 6, 7, 9, 11)
- Dom McLennon – vocais (faixas 1-4, 6, 7, 9, 11-13, 15)
- Matt Champion – vocais (faixas  1-4, 6-9, 11-13, 15), vocais adicional (faixa 4)
- Russell "JOBA" Boring – vocais (faixas 1-4, 6-9, 11, 13), vocais adicional (faixas 4, 6, 12, 15) produtor co-executivo, produtor adicional (faixa 15), mixagem, masterização
- bearface – vocais (faixas 7, 15), produção (faixa 15), produtor adicional (faixa 8)
- Romil Hemnani – produção (faixas 1,3, 5-8, 10-14), co-produtor (faixa 2), produtor adicional (faixa 15), produtor co-executivo, engenheiro de gravação
- Q3 – produtor adicional (faixas 6, 12)
  - Jabari Manwa – produção (faixas 2, 4, 7, 9, 13), produtor adicional (faixas 1, 3)
  - Kiko Merley – programação de bateria adicional (faixas 3)
- Henock Sileshi – direção criativa, design gráfico
- Ashlan Grey – fotografia, vocais (faixas 13)
- Robert Ontenient – webmaster, vocais (faixas 5, 10, 14)
- Jon Nunes – gerenciamento

### Integrantes adicionais
- Ryan Beatty – vocais adicionais (faixa 7)
- Nick Lenzini – assistente criativo
- Kevin Doan – assistente criativo
- Chris Clancy – gerenciamento
- Kelly Clancy – gerenciamento
- Brian Washington – gerenciamento
- Craig Marshall – aconselhamento legal
- Orienteer – publicidade